# The Brethren of the Long House
The Brethren of the Long House —en castellano: Los hermanos de la gran casa— es el noveno álbum de estudio de la banda estadounidense de heavy metal Riot y fue publicado por primera vez en Japón en el año de 1995, mientras que en Estados Unidos y Europa salió al mercado a principios de 1996.

## Grabación y publicación
En el año de 1995 se realizó la grabación de este álbum en los estudios Greene St. Recording de la ciudad de Nueva York, Estados Unidos. Fue producido por el guitarrista Mark Reale, Steve Loeb y Rod Hui.
Este disco se publicó primeramente en Japón en noviembre de 1995, siendo el sello Sony Music Japan el encargado de tal acción.   Al año siguiente fue lanzado por Metal Blade Records y Rising Sun Recordings en Norteamérica y Europa respectivamente.

## Recepción
Aunque no recibió atención en Estados Unidos y en Europa, sucedió todo lo contrario en Japón, ya que consiguió entrar en los listados de popularidad de aquel país, llegando hasta el puesto 33.º, convirtiéndose en el segundo material discográfico de Riot que más alto se posiciona en el Oricon, solo por debajo de Nightbreaker.

## Crítica
Según Gina Boldman, editora de Allmusic, The Brethren of the Long House se influenció mucho en las canciones de Iron Maiden y Anthrax «The Trooper», «Run to the Hills» e «Indians»,  pues el álbum trata de los sentimientos de los amerindios así como de los soldados que batallaron con los nativos. Ya en lo que a la música del álbum se refiere, Boldman señaló que The Brethren of the Long House «es una obra respetable, a pesar de que el sonido suena un poco distante a lo acostumbrado».

## Reedición de 1999
Metal Blade Records publicó en EE. UU. una reedición de este material discográfico, la cual contenía el tema «Sailor» como canción extra.

## Lista de canciones
| Versión original de 1995 y 1996 |                                                             |                                                       |                                           |          |  |
| N.º                             | Título                                                      | Escritor(es)                                          | Traducción en español                     | Duración |  |
| 1.                              | «Intro/The Last of the Mohicans» (canción instrumental)     | Trevor Jones                                          | «Introducción/El último de los mohicanos» | 1:41     |  |
| 2.                              | «Glory Calling»                                             | Mike DiMeo / Mark Reale                               | «Vocación de gloria»                      | 5:11     |  |
| 3.                              | «Rolling Thunder»                                           | DiMeo / Mike Flyntz                                   | «Trueno continuo»                         | 3:56     |  |
| 4.                              | «Rain»                                                      | DiMeo / Reale                                         | «Lluvia»                                  | 4:58     |  |
| 5.                              | «Wounded Heart»                                             | DiMeo / Reale                                         | «Corazón herido»                          | 3:56     |  |
| 6.                              | «The Brethren of the Long House»                            | DiMeo / Flyntz                                        | «Los hermanos de la gran casa»            | 5:24     |  |
| 7.                              | «Out in the Fields»                                         | Gary Moore                                            | «Afuera en los campos»                    | 4:03     |  |
| 8.                              | «Santa María»                                               | DiMeo / Reale                                         |                                           | 3:50     |  |
| 9.                              | «Blood of the English»                                      | DiMeo / Reale                                         | «Sangre de los ingleses»                  | 5:49     |  |
| 10.                             | «Ghost Dance»                                               | DiMeo / Reale / Flyntz / Pete Pérez / Bobby Jarzombek | «Danza del fantasma»                      | 5:35     |  |
| 11.                             | «Shenandoah» (canción tradicional)                          | Dominio público                                       | «Shenandoah»                              | 3:57     |  |
| 12.                             | «Holy Land»                                                 | DiMeo / Reale                                         | «Tierra Santa»                            | 4:47     |  |
| 13.                             | «The Last of the Mohicans (Reprise)» (canción instrumental) | Trevor Jones                                          | «El último de los mohicanos (repetición)» | 6:26     |  |
| 59:30                           |                                                             |                                                       |                                           |          |  |

| Reedición de 1999 |          |               |                       |          |  |
| N.º               | Título   | Escritor(es)  | Traducción en español | Duración |  |
| 14.               | «Sailor» | DiMeo / Reale | «Marinero»            | 6:16     |  |
| 1:05:46           |          |               |                       |          |  |

## Créditos

### Riot
- Mike DiMeo — voz principal, coros y teclados
- Mark Reale — guitarra y coros
- Mike Flyntz — guitarra
- Pete Pérez — bajo
- John Macaluso — batería

### Músicos adicionales
- Bobby Jarzombek — batería (en los temas 1, 4, 12, 13 y 14)
- Steve Loeb — teclados, arreglo de cuerdas, orquestación y coros
- Kevin Dunne — arreglo de cuerdas y orquestación
- Phil Mangalanous — arreglo de cuerdas y orquestación
- Steve Briody — arreglo de cuerdas y orquestación
- David L. Spier — trompeta

### Personal de producción
- Mark Reale — productor
- Steve Loeb — productor
- Rod Hui — productor, ingeniero de sonido y mezcla
- Danny Madorsky — ingeniero de sonido
- Phil Painson — ingeniero de sonido
- Joshua Wertheimer — ingeniero de sonido
- John Macaluso — arte de portada

## Listas
| Año  | País  | Lista               | Posición máxima |
| ---- | ----- | ------------------- | --------------- |
| 1995 | Japón | Oricon Album Charts | 33.º            |